# Martina Voss-Tecklenburg
Martina Voss-Tecklenburg (Duisburgo, Renania del Norte-Westfalia, República Federal de Alemania; 22 de diciembre de 1967) es una entrenadora y exfutbolista alemana. Actualmente se encuentra libre tras dirigir a la selección femenina de Alemania.
Como futbolista, se desempeñaba en la posición de centrocampista y fue internacional absoluta con la selección alemana, donde jugó 125 encuentros y anotó 27 goles entre 1984 y 2000.

## Trayectoria como entrenadora

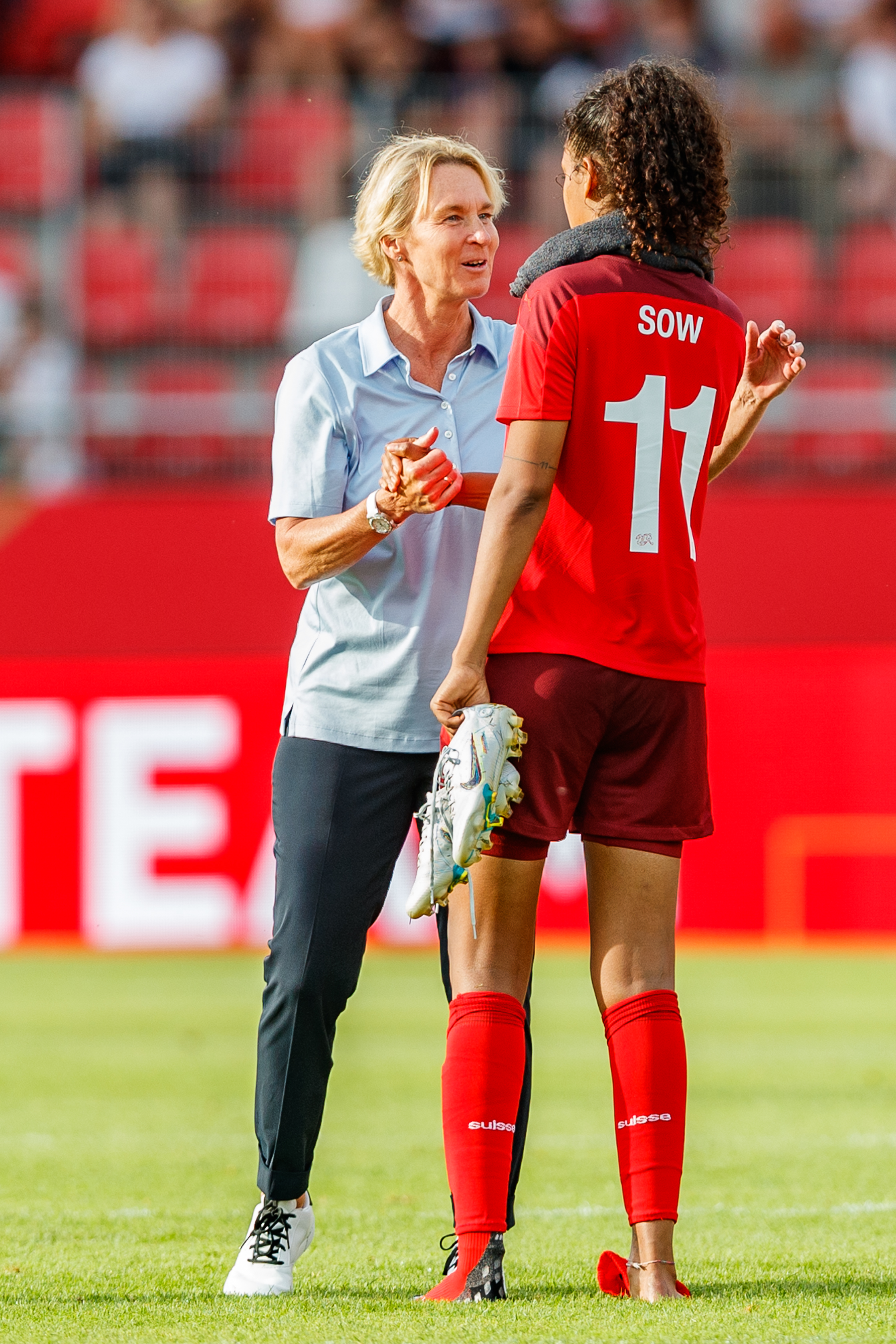
Voss-Tecklenburg de entrenadora del equipo de fútbol femenino alemán en 2022.

Luego de su retiro como futbolista, Voss-Tecklenburg trabajó como entrenadora interina del SV Straelen de la Oberliga.
Desde febrero de 2008 hasta febrero de 2011 fue la entrenadora del FCR 2001 Duisburg. Con el club ganó la Liga de Campeones Femenina de la UEFA de 2009 y dos Copad femenina de Alemania, en 2009 y 2010. En junio de 2011 firmó por un año para dirigir al FF USV Jena de la Bundesliga, pero dejó el equipo en enero del año siguiente para ser la entrenadora de la selección femenina de Suiza.
En diciembre de 2018 fue nombrada nueva entrenadora de la selección femenina de fútbol de Alemania, ya clasificada a la Copa Mundial Femenina de Fútbol de 2019. Fue despedida de su cargo por la federación alemana en noviembre de 2023.

## Participaciones en torneos internacionales como futbolista
| Mundial                          | Equipo   | Sede             | Resultado        |
| -------------------------------- | -------- | ---------------- | ---------------- |
| Copa Mundial de 1991             | Alemania | China            | Cuarto lugar     |
| Copa Mundial de 1995             | Alemania | Suecia           | Subcampeón       |
| Copa Mundial de 1999             | Alemania | Estados Unidos   | Cuartos de final |
| Juegos Olímpicos de Atlanta 1996 | Alemania | Estados Unidos   | Fase de grupos   |
| Eurocopa 1989                    | Alemania | Alemania         | Campeón          |
| Eurocopa 1991                    | Alemania | Dinamarca        | Campeón          |
| Eurocopa 1993                    | Alemania | Italia           | Cuarto lugar     |
| Eurocopa 1995                    | Alemania | Sin sede fija    | Campeón          |
| Eurocopa 1997                    | Alemania | Noruega / Suecia | Campeón          |

## Clubes

### Como futbolista
| Club              | País     | Año       |
| ----------------- | -------- | --------- |
| KBC Duisburg      | Alemania | 1982-1989 |
| TSV Siegen        | Alemania | 1989-1994 |
| FCR 2001 Duisburg | Alemania | 1994-2003 |

### Como entrenadora
| Club                           | País     | Año       |
| ------------------------------ | -------- | --------- |
| FCR 2001 Duisburg              | Alemania | 2008-2011 |
| FF USV Jena                    | Alemania | 2011-2012 |
| Credit Suisse Academy          | Suiza    | 2012      |
| Selección femenina de Suiza    | Suiza    | 2012-2018 |
| Selección femenina de Alemania | Alemania | 2019-2023 |

## Títulos

### Como jugadora
| Título                              | Equipo            | País             | Año  |
| ----------------------------------- | ----------------- | ---------------- | ---- |
| Copa de fútbol femenino de Alemania | KBC Duisburg      | Alemania         | 1983 |
| Copa de fútbol femenino de Alemania | TSV Siegen        | Alemania         | 1989 |
| Copa de fútbol femenino de Alemania | TSV Siegen        | Alemania         | 1993 |
| Copa de fútbol femenino de Alemania | FCR 2001 Duisburg | Alemania         | 1998 |
| Bundesliga                          | KBC Duisburg      | Alemania         | 1985 |
| Bundesliga                          | TSV Siegen        | Alemania         | 1990 |
| Bundesliga                          | TSV Siegen        | Alemania         | 1991 |
| Bundesliga                          | TSV Siegen        | Alemania         | 1992 |
| Bundesliga                          | TSV Siegen        | Alemania         | 1994 |
| Bundesliga                          | FCR 2001 Duisburg | Alemania         | 2000 |
| Eurocopa Femenina                   | Alemania          | Alemania         | 1989 |
| Eurocopa Femenina                   | Alemania          | Dinamarca        | 1991 |
| Eurocopa Femenina                   | Alemania          | Alemania         | 1995 |
| Eurocopa Femenina                   | Alemania          | Noruega / Suecia | 1997 |

### Como entrenadora
| Título                              | Equipo            | País     | Año  |
| ----------------------------------- | ----------------- | -------- | ---- |
| Copa de fútbol femenino de Alemania | FCR 2001 Duisburg | Alemania | 2009 |
| Copa de fútbol femenino de Alemania | FCR 2001 Duisburg | Alemania | 2010 |
| Liga de Campeones                   | FCR 2001 Duisburg | Alemania | 2009 |

### Distinciones individuales
| Distinción                              | Año  |
| --------------------------------------- | ---- |
| Futbolista femenina del año en Alemania | 1996 |
| Futbolista femenina del año en Alemania | 2000 |